# Negev nucleair onderzoekscentrum

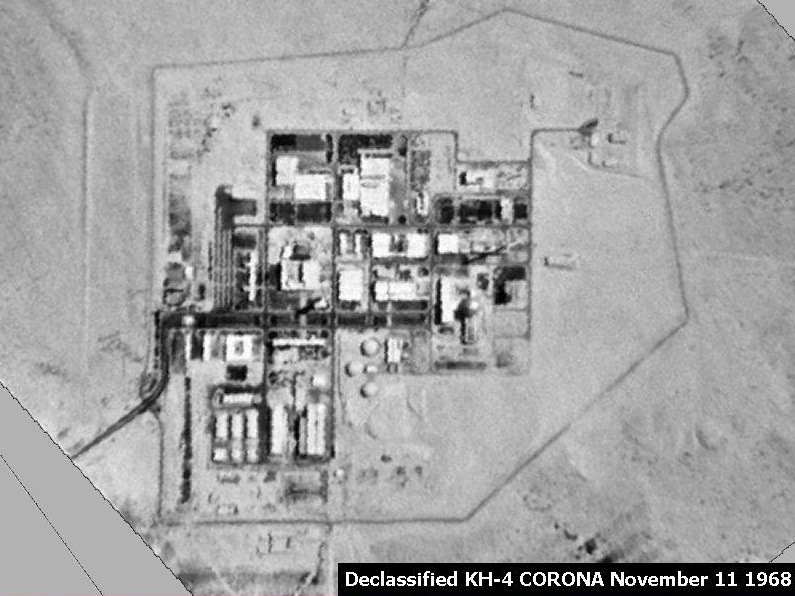
Satellietfoto van het Dimona-complex

Het Negev nucleair onderzoekscentrum (Hebreeuws: קריה למחקר גרעיני – נגב ע"ש שמעון פרס), beter bekend als 
de Dimona kernreactor, het Dimona-project of kortweg  "Dimona", is een kernreactor die deel uitmaakt van het kernwapenprogramma van Israël. Het ligt in de Negev, in het zuiden van het land, zuidoostelijk van de stad Dimona. Hij is een zwaarwaterreactor met een geschat vermogen van 50 tot 75 megawatt of hoger. Het reactortype wordt aangeduid met IRR-2 (Israel Research Reactor-2).
De reactor en bijbehorende opwerkingsfabriek werden door Frankrijk tussen 1958 en 1963 heimelijk gebouwd en de reactor werd opgestart in 1964. Het is formeel een onderzoekscentrum voor atoomonderzoek, maar het is een publiek geheim dat het complex dient voor de productie van plutonium voor kernwapens. Internationaal toezicht door het IAEA wordt strikt afgewezen.

## Type en functie
De Dimona-reactor is een zwaarwaterreactor met als brandstof 'natuurlijk' (niet verrijkt) uranium en zwaar water als moderator en koelmedium. De type-aanduiding van de Dimona-reactor is IRR-2, een acroniem van Israel Research Reactor-2. Deze aanduiding is analoog aan IRR-1, de aanduiding voor de Soreq kernreactor bij Tel Aviv, hoewel de uitvoering en functie van beide fundamenteel verschillend zijn. IRR-1 heeft hoogverrijkt uranium als splijtstof en wordt gekoeld met gewoon (gezuiverd) water. IRR-1 heeft een academische functie, terwijl IRR-2 een strikt militaire functie heeft.
Het is al lange tijd een publiek geheim dat de Dimona-reactor dient voor de productie van plutonium waarmee kernwapens worden gemaakt. De faciliteit wordt gezien als het centrum van Israëls onofficiële atoomwapenprogramma. Israël bevestigt noch ontkent dat het atoomwapens heeft, hoewel er internationaal geen enkele twijfel over bestaat dat het land een groot arsenaal aan kernwapens bezit.
Israël heeft geen kerncentrale voor de opwekking van elektriciteit. In 2010 streefde Israël naar de bouw van een civiele kerncentrale in Shivta in de Negev, mogelijk samen met Jordanië en in samenwerking met Frankrijk. De minister van infrastructuur Uzi Landau zei dat een civiele reactor zo nodig kon worden gebouwd zonder het non-proliferatieverdrag te ondertekenen. Deze zou niet onder toezicht van de IAEA komen te staan. Israël hoopte destijds dat de nieuwe centrale in 2020 of 2025 gereed zou zijn. De kernramp in Fukushima in maart 2011 temperde het enthousiasme, mede in het licht van de aanwezige voorraden goedkoper aardgas voor de kust van Israël.

## Locatie en bouw
De reactor is gevestigd in de Negev-woestijn, ongeveer 13 km ten zuidoosten van de stad Dimona. Het Dimona-complex is grotendeels ondergronds gebouwd. In een overeenkomst met Frankrijk, op 3 oktober 1957 ondertekend, werd de bouw overeengekomen van een reactor met een nominaal vermogen van 24 MWt. Het opgegeven vermogen was een derde groter dan de oorspronkelijk overeengekomen 18 MWt. Een nog geheimer onderdeel van de overeenkomst was de bouw van een ondergrondse opwerkingsinstallatie. Hiermee zou de centrale geschikt zijn voor de productie van kernwapens gemaakt met plutonium. Het complex kwam onder toezicht te staan van kolonel Manes Pratt van een korps van het Israëlisch defensieleger. Door aanpassing van de koelsystemen werd het vermogen vervolgens verhoogd naar 70 MWt.
Het project viel ongeveer samen met de bouw vanaf 1955 van de allereerste Franse kerncentrale Marcoule. Dit betrof twee civiele UNGG-reactoren van 38 MWe, samen met een opwerkingsinstallatie voor de productie van plutonium. Een 2MWe-prototype voor een militaire reactor van hetzelfde type was reeds in 1956 opgeleverd. Anders dan de Israëlische reactoren, hadden deze eerste Franse reactoren geen water maar grafiet als moderator. De gecombineerde bouw was gunstig voor de Franse atoomindustrie en tevens onderdeel van de geopolitieke strategie na het debacle van de Suezcrisis in 1956, waarin Frankrijk en het Verenigd Koninkrijk bondgenoten van Israël waren.
Bevreesd voor reputatieschade in het geval het geheime project zou uitkomen, trachtte Frankrijk in 1960 tevergeefs Israël te overreden het publiek te maken. President Charles de Gaulle bood zelfs een gevechtsvliegtuig aan in ruil voor het stoppen van de bouw van de opwerkingsfabriek en de belofte om geen kernwapens te produceren. De bouw ging echter gewoon door. De Dimona-reactor werd tussen 1958 en 1963 gebouwd en in 1964 opgestart. Een Amerikaans inspectieteam constateerde op 26 december 1963 dat de reactor kritisch was, maar nog slechts op een laag vermogen werkte. Hij is inmiddels het einde van de geplande looptijd – 40 jaar, tot 2003 – gepasseerd, maar aangezien Israël het non-proliferatieverdrag niet heeft ondertekend mogen verdragsstaten geen vervangende reactor bouwen. In 2004 werden aan omwonenden jodiumtabletten uitgedeeld voor het geval er een radioactief lek in de reactor zou ontstaan.
De capaciteit van 50 tot 75 megawatt en gepubliceerde informatie van de spion Mordechai Vanunu suggereert dat de reactor wordt gebruikt voor de productie van bommen gebaseerd op plutonium en verrijkt uranium.

### Zwaar water
Zwaar water, dat door Frankrijk in Noorwegen was ingekocht onder voorwaarde dat het niet aan derde landen zou worden doorgeleverd, werd in 1956 stiekem aan Israël doorverkocht. Vier ton werd door de Franse luchtmacht overgevlogen. In 1958 verkocht het Verenigd Koninkrijk bovendien in het geheim voor £ 1,5 miljoen ook nog eens 20 ton zwaar water. De Britse deal werd geheim gehouden voor de VS en zelfs voor de eigen ministers. Een volgende levering ging in 1961 niet door, omdat de internationale gemeenschap inmiddels lucht had gekregen van het Dimona-project. In 1970 importeerde Israël nog eens een ton Noors zwaar water. Roemenië verkocht Noors zwaar water dat in 1986 was ingekocht illegaal door aan vermoedelijk India of Israël.
Israël beloofde het Noors zwaar water alleen voor vreedzame doeleinden te gebruiken en inspectie van de resterende 9 ton, die volgens Israël in 1988 nog over was, in vaten buiten de reactor door hen te laten inspecteren. Het beloofde ook on-site inspectie van de reactor toe te staan, maar weigerde later deze belofte na te komen.

### Uranium
Toen in 1963 de reactor bijna gereed was legde Frankrijk onder het nieuwe regime van De Gaulle flinke beperkingen op aan de levering van uranium. Omdat de extractie van uranium uit de eigen voorraden te duur was, was Israël aangewezen op import uit landen die zonder voorwaarden wilden leveren. Kandidaten waren Zuid-Afrika, Argentinië en voormalig Belgisch-Congo, waar belangrijke mijnen werden geëxploiteerd.
In 1963-64 kocht Israël van Argentinië in het geheim 80-100 ton yellowcake (voornamelijk bestaande uit uraniumoxiden), voldoende om binnen 20 maanden genoeg plutonium te winnen voor een kernbom. Daartoe hadden beide landen in 1963 een geheim langlopend contract afgesloten. In de 60er jaren was er tevens sprake van levering van uranium uit uraniummijnen in de voormalige Franse kolonie Gabon. De VS, het VK en Canada wisten van de verkopen, maar hielden de ontdekking geheim. In mei 1963 vertelden de Fransen aan de Amerikanen, dat zij wisten van de Israëlische pogingen om in voormalige Franse koloniën uranium te kopen. Om dit te voorkomen kochten zij de voorraden op, hoewel zij er zelf al te veel van hadden.
Israël wendde zich ook tot Zuid-Afrika voor verdere aankoop. Vanaf 1967 onderhield Israël zo'n 20 jaar lang een nucleair samenwerkingsprogramma met het apartheidsregime in Zuid-Afrika. Dit land leverde ook het meeste uranium voor de reactor.

#### Verdwenen uranium VS
Israël wordt er sterk van verdacht in de navolgende jaren uranium uit de Verenigde Staten te hebben gestolen en het gestolen materiaal te hebben gebruikt voor het maken van de eerste atoombommen van Israël. Plaatsvervangend CIA-directeur Carl Duckett bevestigde dit in 1976 in een bijeenkomst van de Nuclear Regulatory Commission (NRC).
Volgens een van de verhalen werden jarenlang honderden kilogrammen ontvreemd via het Amerikaans bedrijf NUMEC, dat kernbrandstof met (90%) hoogverrijkt uranium U-235 (HEU, highly enriched uranium) voor de U.S. Navy produceerde. De oprichter en directeur Zalman Shapiro (1920-2016) onderhield directe relaties met de Israëlische geheime dienst LAKAM (ook gespeld als LEKEM, acroniem voor Bureau of Scientific Relations).
Trucks reden vanaf NUMEC rechtstreeks naar Israëlische schepen bij New York. In december 1963 leverde NUMEC een pakket van 300 kg aan El Al, waarin neutronenbronnen zouden hebben gezeten. De AEC constateerde in 1965 bij een controle dat in 1963 meer uranium was verdwenen dan in alle jaren tot dan toe. Een 'Freedom of Information'-verzoek uit 2015 stelt dat hoog verrijkt uranium werd verstopt in holle en verzegelde "bestralingsapparatuur" (Engels: irradiators), die naar Israël werden geëxporteerd. Een eerder vrijgegeven FBI-document beschrijft een interview met een voormalig medewerker van NUMEC, die in maart of april 1965 in de nacht getuige was van het overladen van HEU met bestemming Israël, in aanwezigheid van Shapiro persoonlijk. Grant Smith schat in zijn boek "Divert!", dat alleen al bij dit ene geval zo'n 170 kilogram U-235 naar Israël kan zijn verscheept.
NUMEC was tevens een handelsagentschap voor het Israëlische ministerie van defensie. In juni 1966 had NUMEC een joint venture met Israël gevormd onder de naam ISORAD (Isotopes and Radiation Enterprises Limited). ISORAD zou bestralingsapparatuur ontwikkelen om micro-organismen in voedsel te doden en het zo langer houdbaar te maken. Grote pakketten met radioactieve bronnen werden via ISORAD naar Israël verzonden.
Shapiro had frequent contact met vertegenwoordigers van de Israëlische regering en de geheime diensten. Hij reisde vaak naar Israël. Op 10 september 1968 bezochten vier agenten van de geheime dienst het bedrijf, waaronder de (LAKAM) topspion Rafael Eitan en Avraham Hermoni, die eveneens tot de LAKAM-agenten wordt gerekend. Kolonel Avraham Eylonie van de Israëlische militaire geheime dienst had in dezelfde maand eveneens diverse ontmoetingen met Shapiro in de VS. Ernest David Bergmann, een van Shapiro's zakenpartners, was van 1954 tot 1966 voorzitter van de Israeli Atomic Energy Commission (IAEC).
In 1966 was het standpunt (en "zou moeten zijn") van de toezicht houdende Atomic Energy Commission (AEC) in de VS – de latere Nuclear Regulatory Commission – "dat er geen bewijs of verdenking van ontvreemding had plaatsgevonden". Derhalve was het volgens de Commissie onnodig om de FBI in te schakelen. Onderzoekers van de AEC kregen bij een eerste onderzoek in 1965/1966 van een advocaat opdracht geen getuigenissen van personeel van NUMEC op te schrijven en niet te ondervragen over illegale activiteiten. Gerapporteerd werd dat geen van de 36 ondervraagden wist van enige diefstal.
De CIA was tot de overtuiging gekomen dat uranium via NUMEC was gestolen en aan Israël geleverd. De aanwijzingen waren overtuigend, echter niet afdoende ("The CIA case is persuasive, though not conclusive"). Er was een groot onverklaard jarenlang verschil geconstateerd tussen de hoeveelheid HEU die NUMEC had aangeleverd gekregen en die in de geleverde producten. Heimelijk in de 60er jaren rond Dimona verzamelde monsters bevatten kennelijke sporen van deeltjes die waren te herleiden tot het materiaal van NUMEC.
President Lyndon Johnson, die in 1968 over de onderzoeken naar NUMEC werd geïnformeerd, gaf de CIA opdracht tot geheimhouding rond het bedrijf. Alle documenten over NUMEC werden door de CIA geclassificeerd. Ook de navolgende presidenten handhaafden de geheimhouding. De Nationaal Veiligheidsadviseur van president Jimmy Carter rapporteerde in 1977, dat er geen hard bewijs voor diefstal was en dat de CIA geen basis had voor zo'n conclusie, daarbij zwijgend over belangrijke bewijzen. Onderzoekers van het Amerikaanse Department of Energy bevestigden in 1978 de vondst van de sporen in Israël.

## Geheim atoomprogramma
Reeds in 1949 begon HEMED GIMMEL, de afdeling nucleair onderzoek van het Israëlisch defensieleger, met een twee jaar durende geologische zoektocht naar uranium in de Negev, zonder significante hoeveelheden te vinden. Enkele proefprojecten om uranium uit de fosfaatmijnen te winnen bleken onrendabel.
In 1952 werd de "Israel Atomic Energy Commission" (IAEC) opgericht onder leiderschap van Ernst David Bergmann, een groot voorstander van een Israëlische atoombom. Bergmann was tevens hoofd van de researchafdeling van de "Ministry of Defense's Research and Infrastructure Division" (EMET) van het Ministerie van Defensie, dat de supervisie had over HEMED GIMMEL. Via deze verweving van de IAEC met EMET en HEMED GIMMEL werd de laatste – later hernoemd tot de huidige naam Machon 4 – feitelijk het laboratorium van de IAEC.
Het geheime Dimona-project kwam onder supervisie te staan van een nieuwe geheime dienst, de "Office of Science Liasons" (LEKEM). Bij de bouw in Frankrijk van opvallende onderdelen voor de reactor werd aan klanten van het Franse concern voorgespiegeld dat deze bestemd waren voor een ontziltingsinstallatie in Zuid-Amerika. Bij de bouw van de reactor beweerde Israël zelf aanvankelijk dat het een textielfabriek aan het bouwen was. Andere verklaringen waren dat het ging om een agrarisch centrum of een metallurgisch onderzoekscentrum.

Bouw van de Soreq-kernreactor (IIR-1) in 1960, kort voor de oplevering

Op 12 juli 1955 ondertekenden de VS en Israël een overeenkomst onder de door de VS gelanceerde wereldwijde "Atoms-for-Peace"-campagne. Op 2 mei 1958 keurde de VS de bouw goed van een 1 MW onderzoeksreactor bij Nahal rubin, zuidelijk van Tel Aviv en circa 9 km westelijk van het Israëlisch Instituut voor Biologisch Onderzoek. Dit resulteerde in de bouw van de Soreq kernreactor en het Soreq Nucleair onderzoekscentrum bij de militaire luchtmachtbasis Palmachim Air Base. De bouw hiervan startte in 1958 en kwam gereed in 1960. De Soreq-reactor, de IIR-1, heeft een vermogen van 5 MWt. De Verenigde Staten wisten bij het sluiten van de overeenkomst nog niet van het geheime Dimona-contract met Frankrijk. Geruchten daarover bereikten de ambassade in Tel Aviv pas in juni 1960. Ben-Gurion beweerde tegenover de Amerikanen, dat de extreme geheimhouding nodig was om te voorkomen dat Arabische landen bedrijven en landen die aan het vreedzame project meewerkten zouden gaan boycotten.

### Amerikaanse argwaan
Toen in 1960 de koepel van de reactor zichtbaar werd, was duidelijk dat het verhaal van de textielfabriek ongeloofwaardig was. De Bondsrepubliek Duitsland wist al in 1961 van het nucleair wapenprogramma. Vanaf zijn verkiezing in november 1960, hield de Amerikaanse president John F. Kennedy zich intensief bezig met de kwestie van kernwapens in het algemeen en het vermoede kernwapenprogramma van Israël in het bijzonder. Begin december 1960 rapporteerde een Amerikaanse onderzoekscommissie dat er nabij Beersheba inderdaad een grote reactor in aanbouw was en voor het eerst werd dit bevestigd door de IAEC. De Israëlische ambassadeur voor de VS Avraham Harman werd ontboden. Deze beweerde op 20 december dat het om een 24 MW onderzoeksreactor ging die uitsluitend voor vreedzame doeleinden bedoeld was. Hij zou na voltooiing "open staan voor studenten uit bevriende landen". Hij zei dat de bouw één jaar eerder met Franse hulp was gestart en dat hij na drie tot vier jaar gereed zou zijn. De volgende dag verklaarde David Ben-Gurion in de Knesset dat het bericht dat Israël bezig was met het ontwikkelen van een atoombom "een bewuste of onbewuste onwaarheid" was. Hij zei ook dat de reactor uitsluitend voor vreedzame doeleinden bedoeld was. De VS sprak zijn tevredenheid uit over de verklaring.
Ben-Gurion verklaarde op 4 januari 1961 in een onderhoud met de Amerikaanse ambassadeur voor Israël Ogden Reid met stelligheid dat Israël geen plannen had om nucleaire wapens te gaan produceren en dat het op dat moment geen plutonium bezat. Inspecties door de IAEA zou het echter niet toestaan. Hij beloofde dat burgers uit "bevriende landen" en gekwalificeerde Amerikaanse wetenschappers welkom waren mits zij geen informatie zouden lekken, en dat de bezoeken volledig "vrij en open" zouden zijn. Geruchten over een derde reactor ontkende hij. Op 3 februari liet de VS weten geen enkele twijfel te hebben aan de vreedzame bedoelingen. Ben-Gurion had beloofd dat Israël het plutonium zou teruggeven aan het land dat de uranium zou leveren.
Ook tegenover de Canadese premier John Diefenbaker ontkende Ben-Gurion op 27 mei 1961 dat het Israëlische onderzoeksprogramma bedoeld was voor de productie van kernwapens. Vanuit Duitsland werd op 5 juli echter bericht, dat Ben-Gurion had gezegd dat bij een toenemende Arabische dreiging, Israël uit zelfverdediging kernwapens zou moeten kunnen ontwikkelen. Op 30 mei zei hij tegen president Kennedy, dat het hoofddoel en "vooralsnog" enige doel van de Dimona-reactor training en onderzoek was, om de komende 10 tot 15 jaar goedkope kernenergie te produceren. Over 3 of 4 jaar "zou Israël ook een proeffabriek voor de winning van plutonium kunnen gaan ontwikkelen, wat nodig is voor atoomenergie, maar er is geen intentie om nu capaciteit te bouwen voor het ontwikkelen van kernwapens."

### Eerste Amerikaanse inspecties

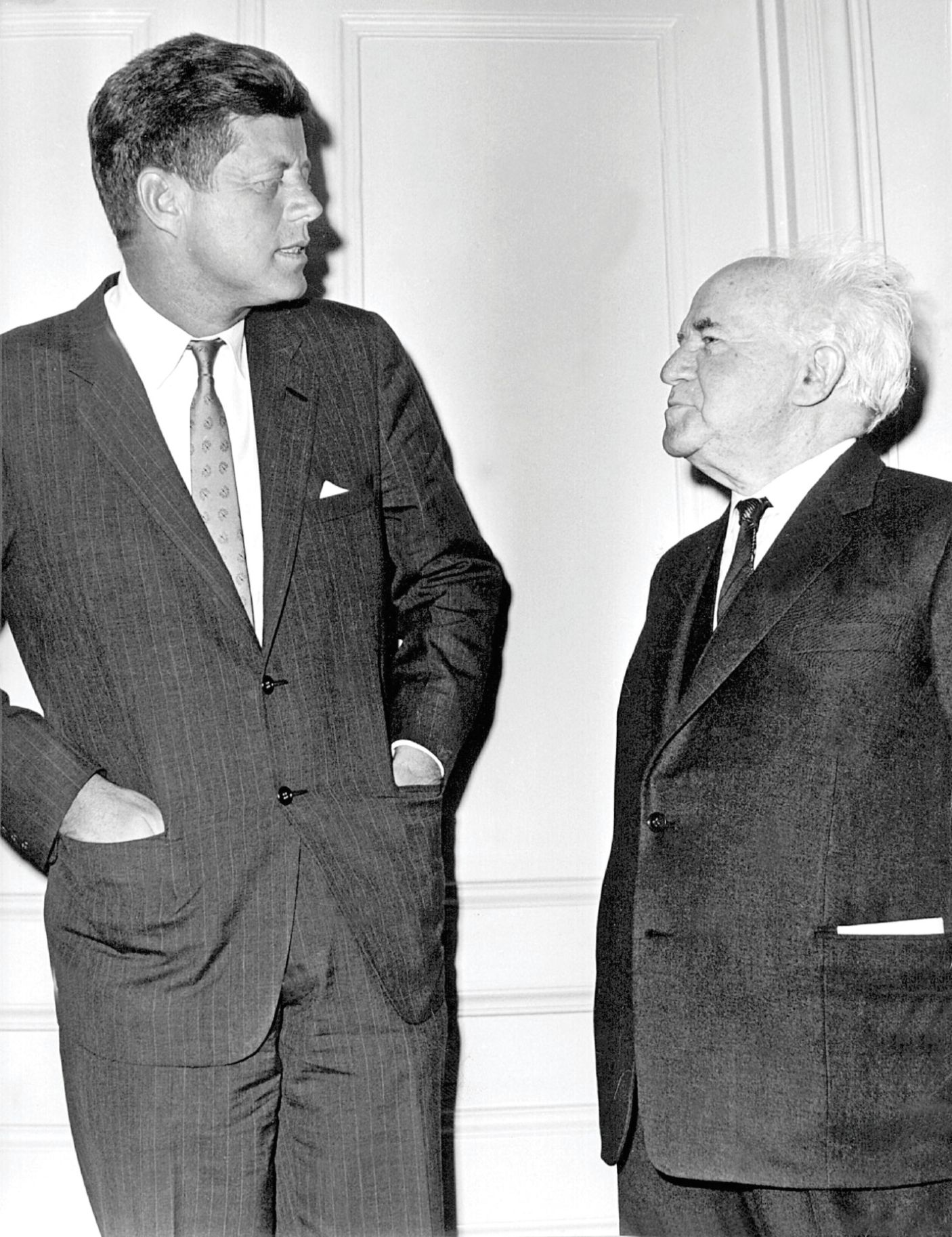
Ontmoeting tussen Kennedy en Ben-Gurion op 31 mei 1961

Op 24 mei 1961 vond er een eerste bezoek van twee Amerikaanse wetenschappers aan Dimona plaats. Volgens het geruststellende rapport was er niets voor hen verborgen gehouden en voldeed de reactor aan de voorstelling van een vreedzaam karakter. Meer dan een jaar lang vonden vruchteloze discussies plaats over verdere bezoeken aan Dimona. In augustus 1962 verklaarde Ben-Gurion in de Knesset nog eens dat de Dimona-reactor, net als de Soreq kernreactor voor vreedzame doeleinden bedoeld was en open zou staan voor buitenlandse studenten.
Op 26 september vond een onverwacht tweede bezoek van Amerikaanse wetenschappers plaats. Ze zouden eigenlijk alleen de Nahal Soreq-reactor bezoeken, maar werden tijdens een georganiseerd uitstapje naar de Dode Zee ineens voor een bezoek aan Dimona uitgenodigd. Het bezoek werd beperkt tot slechts 40 minuten. Volgens het rapport over de "inspectie" waren er maandenlang diverse Amerikaanse verzoeken voor inspectie aan voorafgegaan. De inspecteurs bevestigden dat het zeker niet ging om een reactor voor stroomproductie, maar dat het eerder om een grote onderzoeksreactor ging. De tijd was te kort om het hele complex te bezichtigen. Een aanbod voor een vervolg de volgende dag werd door de twee vanwege hun reisschema niet aangenomen. De gang van zaken wekte argwaan in Washington DC. De directeur van de Geheime Diensten opperde dat het aanbod voor een vervolgbezoek terwijl de inspecteurs al op het punt stonden te vertrekken, mogelijk bewust was gedaan om acceptatie ervan te ontmoedigen. Desondanks begon de VS daarna in het geheim aan bevriende landen te berichten dat Dimona een vreedzaam project was.

### Aanhoudende diplomatieke confrontatie
In de laatste fase van de bouw, eind 1962 en 1963, waarbij het kernwapenprogramma door Israël nog altijd zorgvuldig geheim werd gehouden, waren er stevige confrontaties tussen de Amerikaanse regering en Israël. De VS onder president Kennedy bleef zich zorgen maken over het vermoedelijke streven naar het maken van kernwapens en wilde Dimona twee maal per jaar inspecteren. Dit om technisch te kunnen vaststellen of er plutonium voor kernwapens werd geproduceerd.
De VS begon in 1963 met het volgen van de activiteiten van Israëlische nucleaire wetenschappers binnen Amerika. Op 2 april 1963 verklaarde Shimon Peres, hoofd van het Israëlische nucleaire programma, tegenover president Kennedy: "Ik kan u heel duidelijk vertellen dat wij geen kernwapens in de regio zullen introduceren, en zeker niet de eersten zullen zijn."
Israël deed er alles aan om verdere inspecties door de VS te verhinderen of vertragen. Eind april 1963 schreef Ben-Gurion, in een kennelijke poging om het Amerikaanse verzoek te ontwijken, in een brief aan Kennedy dat er een nieuwe dreiging was vanuit de omringende Arabische landen, die van plan zouden zijn om Israël te vernietigen. Daarbij verwees hij naar de Holocaust en het doel van Adolf Hitler om het gehele Joodse volk te vernietigen. Hij schreef dat de door de VS geleverde HAWK luchtdoelraketten niet voldoende waren om Israël te beschermen en dat er steeds meer geloofd werd dat de IDF niet langer voldoende afschrikkende werking zou hebben.
Bovendien nam de Knesset, nadat Ben-Gurion publiekelijk had verklaard dat wapenbeperking in het Midden-Oosten in het nadeel van Israël zou zijn, een motie aan die opriep tot een versterking van de afschrikkende werking van Israëls slagkracht. Dit ging vergezeld van intensieve propaganda in binnen- en buitenland over een toenemende dreiging van een verenigd Egypte met Irak en Syrië. De CIA dacht daarom dat Israël meer geïnteresseerd was in het rechtvaardigen van de ontwikkeling van kernwapens dan in het verkrijgen van veiligheidsgaranties van de VS. In het voorjaar van 1963 was de politieke top van Israël samen met de Mossad ook een propagandacampagne via de Israëlische pers gestart, waarin werd beweerd dat Duitse wetenschappers in Egypte betrokken zouden zijn bij het ontwikkelen van ballistische raketten en radioactieve wapens en mogelijk zelfs nucleaire wapens. Begin mei was de CIA er van overtuigd dat Israël minstens een plan had om op korte termijn een kernwapenprogramma te kunnen opstarten. Ook werd bekend dat het Franse concern Dassault voor Israël korteafstandsraketten ontwikkelde.
Terwijl Washington bleef aandringen op inspecties bij Dimona, schreef Ben-Gurion op 12 mei 1963 nogmaals een emotionele brief aan president Kennedy. In de brief vergeleek hij de Arabische leiders met Adolf Hitler en schreef hij dat hij er van overtuigd was dat Nasser iemand was met de nationaal-socialistische ideologie van de nazi's, die de Joden wilde uitroeien. Hij suggereerde dat de overleving van het Joodse volk in Israël en overal elders in acuut gevaar was. Hij suggereerde opnieuw dat er een tweede Holocaust mogelijk was en ontweek wederom het Amerikaanse verzoek om inspecties. Zijn doel leek te zijn de president te overtuigen van de noodzaak van een kernwapenprogramma.
Op 14 mei had Ben-Gurion bovendien een onderhoud met VS-ambassadeur Walworth Barbour. Barbour had eerder duidelijk gemaakt dat de VS halfjaarlijkse inspecties wilde. Dit maal beweerde Ben-Gurion dat Israël wist dat Egypte iets groters aan het bouwen was, dat Nasser onconventionele wapens aan het maken was met hulp van buitenlandse experts en dat Israël bang was dat hij met raketten met nucleaire koppen zijn land zou vernietigen. Hij zei dat het misschien beter was om Nasser niet in te lichten over Dimona, om hem "een beetje bang" te maken.
Kennedy was niet onder de indruk van Ben-Gurions brief en drong in een vervolgbrief van 19 mei opnieuw sterk aan op halfjaarlijkse inspecties. Ben-Gurion bleef de inspecties afhouden en de onderhandelingen vertragen. Op 27 mei kwam hij met een reactie op de brief van Kennedy. Na opnieuw het vreedzame karakter van het Dimona-project te hebben benadrukt en te stellen dat hij eigenlijk tegen een systematische controle van de VS was, stemde hij in met verdere jaarlijkse "bezoeken". Hij stelde voor het eerstvolgende bezoek uit te stellen tot eind 1963 of begin 1964, omdat de reactor dan pas door de Fransen zou worden overgedragen en zou worden opgestart. Tot die tijd zou er niets bijzonders te zien zijn.
Er ontstond heftige discussie binnen het Israëlische kabinet, toen Ben-Gurion eind mei 1963 de Amerikaanse eis van periodieke inspecties voorlegde. Half juni 1963 maakte hij plotseling bekend dat hij zou aftreden als premier van Israël. Onduidelijk is, of deze kwestie de hoofdreden was. De CIA geloofde dat het voornamelijk een manier was om de andere kabinetsleden onder druk te zetten, teneinde zijn toenaderingspogingen tot de Bondsrepubliek Duitsland door te drukken. Een kwestie die in Israël zeer controversieel was. Kort na de aankondiging van zijn aftreden vertelde Ben-Gurion het kabinet evenwel dat hij aftrad "uit persoonlijke noodzaak, die niets van doen had met enig staatsprobleem of met enige gebeurtenis." Hij gaf geen verdere uitleg. Daarna keerde hij niet meer terug in regering of parlement.

### Vervolginspecties
De confrontatie van president Kennedy werd vervolgd met Ben-Gurions opvolger Levi Eshkol, die zich al even afhoudend opstelde. Reeds op 4 juli 1963 schreef Kennedy aan Eshkol dat halfjaarlijkse bezoeken noodzakelijk waren met volledige toegang tot alle ruimten en bijbehorende delen van het complex. Zoals eerder bij Ben-Gurion, stelde Kennedy voor de eerstvolgende inspectie in de zomer van 1963 te laten plaatsvinden, de volgende een jaar later en vervolgens iedere zes maanden. In zijn schriftelijke antwoord van 17 juli 1963 zei Eshkol meer tijd nodig te hebben om hierop te reageren. Via VS-ambassadeur Barbour gaf hij te kennen, dat "Israël zou doen wat het moest doen voor zijn veiligheid en om zijn soevereine rechten te waarborgen". Verder vroeg hij Barbour, wat de VS zou vinden van een mogelijk Israëlisch voorstel dat het vooraf met de VS zou overleggen, in het geval dat, ergens in de nabije toekomst, door ontwikkelingen in het Midden-Oosten, het voor [Israël] noodzakelijk zou zijn om een kernwapenprogramma te starten. Zes weken later, op 19 augustus, herhaalde Eshkol ter geruststelling Ben-Gurions verzekering dat het doel van Dimona vreedzaam was en dat hij akkoord ging met regelmatige bezoeken aan Dimona vanaf later dat jaar. Hij ging niet in op de eis dat deze halfjaarlijks zouden moeten plaatsvinden. De inspectie voor zomer 1963 was intussen uitgesteld.
Op 18 januari 1964 werd eindelijk de eerste van de geplande periodieke controles sinds september 1962 uitgevoerd, zonder instemming met de halfjaarlijkse frequentie die de Verenigde Staten wilden. De inspectie duurde slechts een dag en delen van het complex werden niet door het team bezocht. Het team rapporteerde dat "het complex en de uitrusting de indruk gaf van een ambitieus project voor een land met Israëls capaciteiten". De Israëli's vertelden de Amerikanen dat de reactor intussen op 26 december succesvol was opgestart en de kritische status had bereikt. Jaren later erkende Israël echter dat dit zelfs al in juli 1963 het geval was.
Twee maanden voor de inspectie was Kennedy vermoord. Naast andere complottheorieën, zagen sommigen in de tegenwerking van Kennedy een motief voor de moord. Mordechai Vanunu, de klokkenluider die Israëls atoomprogramma onthulde, heeft eens gezegd dat volgens "vrijwel zekere aanwijzingen" Kennedy werd vermoord als gevolg van "druk op toenmalig leider van Israëls regering, David Ben-Gurion, om klaarheid te brengen rond Dimona's kernreactor."
Uit de inspectie van 18 januari 1964 volgde de conclusie dat de totale bouwkosten rond de 60 miljoen dollar bedroegen en dat het geconcentreerde uranium voor de brandstof niet alleen maar van Frankrijk afkomstig was, zoals eerder was voorgespiegeld, maar dat 20 ton een onbekende herkomst had, mogelijk Argentinië. De bouw van een eigen opwerkingsfabriek waarmee plutonium voor wapens kon worden gewonnen was nog in voorbereiding. 
Uiteindelijk werden tussen januari 1964 en 1969 door de Amerikanen vijf jaarlijkse inspecties uitgevoerd, met op 30 januari 1965 de vierde in de reeks sinds 1961. De datums werden vooraf bekend gemaakt en de inspecteurs kregen geen toegang tot ruimten die Israël voor hen verborgen wilde houden. President Richard Nixon maakte er direct een eind aan, omdat het kernwapenprogramma inmiddels een feit was en Israël kennelijk al kernwapens bezat.